# ZoneAlarm
ZoneAlarm — міжмережевий екран, що розробляється фірмою Check Point Software Technologies.